# 라뇌브빌역
라뇌브빌역(프랑스어: Gare de La Neuveville)은 스위스 베른주에 있는 라뇌브빌의 기차역이다. 스위스 연방 철도의 표준궤 쥐라풋선의 중간 정류장이다.

## 운행편
다음 서비스는 라뇌브빌에서 정차한다.
- 레기오 : 뇌샤텔과 빌/비엔 사이를 매시간에서 30분 간격으로 운행.